# Alvin și veverițele (film)
Alvin și veverițele (titlu original: Alvin and the Chipmunks) este un film american de comedie muzicală animată pe computer din 2007, regizat de Tim Hill. Bazat pe personajele cu același nume create de Ross Bagdasarian Sr., filmul îi are în distribuție pe Jason Lee, David Cross și Cameron Richardson, în timp ce Justin Long, Matthew Gray Gubler și Jesse McCartney îi interpretează pe auto-intitulații Chipmunks.
Filmul a fost lansat la nivel mondial de 20th Century Fox la 14 decembrie și a fost produs de Fox 2000 Pictures și Regency Enterprises. A primit în general recenzii negative din partea criticilor. Consensul Rotten Tomatoes critică umorul filmului și „o formulă mâzgălită a filmelor pentru copii”. Alvin and the Chipmunks a încasat 361 de milioane de dolari la nivel mondial cu un buget de 60 de milioane de dolari și a fost al șaptelea cel mai bine vândut DVD din 2008.
Alvin și veverițele este primul film de acțiune live/animație cu Alvin și veverițele în rolul principal de când Little Alvin and the Mini-Munks a fost lansat în 2003. Filmul a fost urmat de trei continuări: Alvin și veverițele 2 (2009), Alvin și veverițele: Naufragiați (2011) și Alvin și veverițele: Marea aventură (2015).

## Distribuție
- Jason Lee - David Seville
- David Cross - Ian Hawke
- Cameron Richardson - Claire Wilson
- Jane Lynch - Gail
- Justin Long - Alvin
- Matthew Gray Gubler - Simon
- Jesse McCartney - Theodore
- Kevin Symons - Ted
- Frank Maharajh - Barry
- Veronica Alicino - Amy